# Castillo Ardvreck
El castillo de Ardvreck es un castillo en ruinas que data de aproximadamente del año 1490, cuando las tierras eran propiedad de los Macleod de Assynt. Se encuentra en un promontorio rocoso que se adentra en el lago Assynt, en Sutherland (Escocia). Se puede llegar a las ruinas conduciendo por la A837, que sigue la orilla norte del lago desde el pueblo de Inchnadamph.

## Historia
El castillo fue construido a finales del siglo XV por los MacLeod de Assynt. Sustituyó al castillo de Assynt, que estaba a seis kilómetros al noroeste de Inchnadamph.
Ardvreck es famoso por ser el lugar en el que el monárquico escocés James Graham, primer marqués de Montrose, fue entregado en 1650 a las fuerzas de la Alianza (Covenanter) por MacLeod, laird de Assynt, tras la batalla de Carbisdale. Una de las versiones es que MacLeod, leal a los Covenanters, arrestó al cansado Montrose que huía y lo retuvo. Otra es que le proporcionó un cómodo refugio, pero traicionó a Montrose por una recompensa de 25 000 libras de la época.
El clan Mackenzie atacó y capturó el castillo de Ardvreck en 1672, y luego tomó el control de las tierras de Assynt. En 1726 construyeron una casa solariega más moderna en las cercanías, Calda House, que toma su nombre del arroyo Calda junto al que se encuentra. Un incendio destruyó la casa en circunstancias misteriosas una noche de 1737 y tanto Calda House como el castillo de Ardvreck se mantienen en ruinas hoy en día. Están designados como monumentos programados.

## Arquitectura
El castillo era un simple torreón rectangular con una torre redonda escalonada en el ángulo sureste. En los pisos superiores, la torre estaba dividida en habitaciones cuadradas. La pequeña torreta de la escalera que conduce a estas habitaciones superiores se apoya en las ménsulas. En la planta baja había tres compartimentos, todos ellos abovedados. Parece ser que había cuatro pisos y el primero de ellos también está abovedado, mientras que los demás pisos están simplemente entramados. El castillo también tenía varias troneras.